# 絶対少女
『絶対少女』（ぜったいしょうじょ）は、日本の女性シンガーソングライター、大森靖子の2枚目のフルアルバム。2013年12月11日にPINK RECORDSより発売された。アルバムのテーマは「全ての女の子を肯定したい」で、収録曲は、モーニング娘。の道重さゆみをテーマとした「ミッドナイト清純異性交遊」など全15曲。同曲のミュージック・ビデオには橋本愛、蒼波純が出演し、のちにこれを元にした映画『ワンダフルワールドエンド』が制作された。アルバムのプロデューサーはカーネーションの直枝政広で、ジャケット写真は蜷川実花の撮影によるものである。

## 背景
大森靖子は、2013年3月20日に1枚目のフルアルバム『魔法が使えないなら死にたい』をリリース。同アルバムを引っ提げライブツアーを開催した。同ライブツアーまではキャパシティ100人程度の会場で単独ライブを行ってきた大森だったが、ライブツアーの千秋楽は、これまでライブを開催してきた会場と比べキャパシティの大きい渋谷CLUB QUATTROで公演を実施。観客動員数について心配する声もあったが、会場は満員となった。その後、雑誌『FRIDAY』への連載開始、TOKYO IDOL FESTIVAL 2013への出演などの活動を行ってきた。
また、大森はハロー!プロジェクトのファンとして知られており、特にモーニング娘。の道重さゆみのファンであることが知られている。2013年5月6日には「大森靖子、ハロプロを唄う」と題し、ハロー!プロジェクトオフィシャルショップ秋葉原店でハロー!プロジェクトの楽曲を披露するライブを行った。

## 録音、制作
当アルバムの制作にあたり、大森はカーネーションの直枝政広をプロデューサーとして迎えた。村尾泰郎は大森と直枝の組み合わせについて「異色の組み合わせ」としている。大森は以下のような考えで直枝にプロデュースを依頼した。
- アルバムのテーマが内向きなものであったため、繊細な音で録音する必要があった[4][5]。
- 自身の歌についてCD音源よりライブの方が良いという自覚があったため「苦手なところは直枝さんにやってもらおう」と考えた[10]。
- ライブでセッションを行った際のフィーリングが良かった[15]。

直枝は弾き語りでレコーディングすることを想定し「弾き語りを最高の音で録音する」ことを自身の任務として考え、アナログ録音に適したスタジオを選んだ。その後制作費が増え「音数増やして」と直枝に依頼があったという。直枝は依頼をうけ別のスタジオを取り、打ち込みによる楽曲も制作することとした。アナログ録音された曲は全15曲中13曲となった。

## 音楽性、歌詞、構成
当アルバムのテーマは「全ての女の子を肯定したい」。曲順は大森自ら考えたものであり、14曲目の「君と映画」まで「外側から内側へどんどん入っていくという作り」になっている。
2曲目の「ミッドナイト清純異性交遊」は、モーニング娘。の道重さゆみをテーマとした曲で、当アルバムのリードトラックとなっている。大森は同曲を作詞するために、ノートに道重の優れた点を書く、道重の出身地である山口県を実際に訪れる等の下準備を行い、作曲にも3か月かけ完璧な曲を目指した。同曲の歌詞には「大きい瞳」というフレーズが含まれ、コーラスには「ラララのピピピ」というフレーズが含まれている。曲調はシンセポップ、エレポップ、テクノ、「イマドキなアイドル・ポップス」などと表現されている。同曲は大森靖子と来来来チームのアルバム「ポイドル」にも収録されているが、同アルバムに収録されているバージョンとはアレンジが異なっている。
一方道重は、2014年2月3日にレギュラーラジオ番組『モーニング娘。'14 道重さゆみの今夜もうさちゃんピース』にて同曲をオンエアし、同曲や同曲のミュージック・ビデオに対する感想などを語った。
15曲目の「I&YOU&I&YOU&I」は、ハロー!プロジェクトのユニット『タンポポ』のアルバム『All of タンポポ』に収録されている曲のカバー。大森がハロー!プロジェクトの楽曲の中で一番好んでいる楽曲であり、「これまで自分にはできなかった面を自分の技法でやることで何か生じるんじゃないか」と考え収録したという。

## リリース、プロモーション、パフォーマンス、アートワーク、ミュージック・ビデオ
2013年10月11日、大森にとって2枚目のフルアルバム『絶対少女』がPINK RECORDSからリリースされることが大森の公式ページで発表され、発売日、収録曲、プロデューサーが直枝政広であることなども同時に発表された。当アルバムは前作『魔法が使えないなら死にたい』から約9ヶ月ぶりのリリースとなる。その後アルバムは12月11日に予定通り発売され、iTunes Storeでの配信も開始された。
当アルバム発売と前後して、複数の雑誌・Webサイトへの露出が行われた。また、PINK RECORDSは「大森靖子 2nd ALBUM発売直前 ライブ映像祭」と題して、12月3日から12月10日まで大森のライブでのパフォーマンスの模様をアップロードした。タワーレコードでは、当アルバムを「タワレコメン」（オススメ・アイテム）として認定し、当アルバム収録曲「青い部屋」の別バージョンが収録されたCD-Rを購入者限定で配布。発売記念インストアライブ等もタワーレコードで行なわれた。イベントは、代官山蔦屋書店、dues新宿でも行われた。12月13日には、女性アイドルグループ『アップアップガールズ（仮）』との2マンライブがclubasiaで行われ、大森は当アルバム収録曲等を披露した他、大森とアップアップガールズ（仮）のセッションで「ミッドナイト清純異性交遊」等を披露した。2014年2月23日からは、全国ツアー『絶対少女が夢見るBBa'14ツアー』が行われた。
当アルバムのジャケット写真は蜷川実花の撮影によるもので、写真が撮影された際の衣装は、TOKYO IDOL FESTIVAL 2013出演用に縷縷夢兎の東佳苗が製作したものとなっている。
当アルバム収録曲の「絶対彼女」「ミッドナイト清純異性交遊」「君と映画」はミュージック・ビデオが制作されている。「絶対彼女」のミュージック・ビデオは、大森が自ら監督となったドキュメンタリー短編映画「非少女犯行声明」の映像を使用している。「ミッドナイト清純異性交遊」「君と映画」のミュージック・ビデオは、松居大悟監督による作品で、橋本愛、蒼波純出演による「ドラマ風の映像」となっている。
2014年には、松居によるミュージック・ビデオを元にした長編映画『ワンダフルワールドエンド』が橋本・蒼波のダブル主演にて制作され、2015年1月17日に公開された。大森は音楽・主題歌・劇中歌を担当し出演もしている。

## 批評
| 専門評論家によるレビュー             | 専門評論家によるレビュー |
| レビュー・スコア                     | レビュー・スコア         |
| 出典                                 | 評価                     |
| ------------------------------------ | ------------------------ |
| 『ローリング・ストーン』（南波一海） | [ 20 ]                   |
| 『DrillSpin』（次廣靖）              | 肯定的                   |
| 『ele-king』（竹内正太郎）           | 肯定的                   |
| 『TAP the POP』（宮内健）            | 肯定的                   |

批評家は当アルバムを肯定的に評価している。竹内正太郎によれば「堂々の代表作」、南波一海によれば「傑作」、宮内健によれば「聴く者すべての心に確実に爪痕を残す」、次廣靖によれば「47分間心を振り回される」などの評価がなされている。次廣靖はWebサイト『DrillSpin』において「家庭にも学校にも仕事場にもライブハウスにも居心地の悪さを感じている全ての女の子、そこに存在しないことにされているすべての女の子たちに「YES」を」という「大森靖子からの強烈なメッセージを感じる」としている。当アルバム収録曲「ミッドナイト清純異性交遊」については、南波一海がWebサイト『Rolling Stone 日本版』において「アルバム最大のハイライト」とした上で「偏愛にも近い感情が、普遍的なメッセージとしての力を獲得していて、聴いていると何だか泣けてくる」と評価している。竹内正太郎はWebサイト『ele-king』において、同曲について「(((さらうんど)))を意識したようなシンセ・ポップ」とし、「ディスコ・ポップ」である1曲目の「絶対彼女」と合わせ「導入は非常に煌びやか」としている。

## 収録曲
| #   | タイトル                     | 作詞・作曲 |
| --- | ---------------------------- | ---------- |
| 1.  | 「絶対彼女」                 | 大森靖子   |
| 2.  | 「ミッドナイト清純異性交遊」 | 大森靖子   |
| 3.  | 「エンドレスダンス」         | 大森靖子   |
| 4.  | 「あまい」                   | 大森靖子   |
| 5.  | 「Over The Party」           | 大森靖子   |
| 6.  | 「少女3号」                  | 大森靖子   |
| 7.  | 「婦rick裸にて」             | 大森靖子   |
| 8.  | 「PS」                       | 大森靖子   |
| 9.  | 「hayatochiri」              | 大森靖子   |
| 10. | 「W」                        | 大森靖子   |
| 11. | 「展覧会の絵」               | 大森靖子   |
| 12. | 「青い部屋」                 | 大森靖子   |
| 13. | 「あれそれ」                 | 大森靖子   |
| 14. | 「君と映画」                 | 大森靖子   |
| 15. | 「I&YOU&I&YOU&I」            | つんく     |

| #  | タイトル                    | 作詞 | 作曲・編曲 |
| -- | --------------------------- | ---- | ---------- |
| 1. | 「青い部屋（Guitar Ver.）」 |      |            |

## スタッフ・クレジット
- プロデュース：直枝政広（カーネーション）
- ゲスト：奥野真哉（ソウル・フラワー・ユニオン）、tatsu（レピッシュ）、久下恵生、梅津和時、カメダタク（オワリカラ）、前越啓輔（おとぎ話）、タカ吉田、山本哲也
- エンジニア：近藤祥昭(Gok Sound)、原真人

## リリース日一覧
| 地域 | リリース日     | レーベル     | 規格                   | カタログ番号 |
| ---- | -------------- | ------------ | ---------------------- | ------------ |
| 日本 | 2013年12月11日 | PINK RECORDS | CD                     | PINK-004     |
| 日本 | 2013年12月11日 | PINK RECORDS | デジタル・ダウンロード | -            |